# El fin del mundo (Doctor Who)
El fin del mundo (The End of the World, en idioma original) es el segundo episodio de la primera temporada moderna de la serie británica de ciencia ficción Doctor Who. Escrito por el show runner Russell T Davies y dirigido por Euros Lyn, el episodio se emitió originalmente el 2 de abril del 2005.
En el episodio, el Noveno Doctor (Christopher Eccleston) se lleva a su nueva acompañante, Rose Tyler (Billie Piper) en su primer viaje por el tiempo y el espacio en la TARDIS, hasta el año cinco mil millones, donde un grupo de ricos delegados alienígenas se han reunido en una estación espacial llamada Plataforma Uno, para ver al Sol expandirse y destruir la Tierra, pero uno de los invitados está tramando beneficiarse del evento matándolos a todos.
El episodio marca la primera aparición de Cassandra y del Rostro de Boe. Fue visto por 7,97 millones de espectadores en el Reino Unido.

## Argumento
El Doctor (Christopher Eccleston) se lleva a Rose Tyler (Billie Piper) al año cinco mil millones en el futuro en la TARDIS, aterrizando en la "Plataforma Uno", una estación espacial en órbita alrededor de la Tierra, que lleva mucho tiempo abandonada y está conservada por una fundación para la preservación de lugares de interés histórico o belleza natural. Pero, como se ha acabado el dinero, está a punto de ser destruida por la expansión del Sol, que hasta ahora se ha contenido por satélites gravitacionales. El Doctor usa su papel psíquico para pasar como un invitado a la fiesta, y Rose y él conocen muchos extraterrestres que han ido a ver el fin de la Tierra con la protección de los escudos automáticos de la Plataforma Uno. Entre los invitados está Lady Cassandra O'Brien Dot Delta Seventeen (Zoe Wanamaker), una simple cara en una enorme sábana de piel que debe ser continuamente hidratada y que está enganchada en un marco con su cerebro en un contenedor debajo de este, que se llama a sí misma "la última humana" del universo. A Rose le supera ver tantas criaturas y ropas, así como lo lejos que está de casa, y se marcha a una sala de observación para ordenar sus ideas. El Doctor va tras ella e intenta animarla permitiéndole llamar a su madre, Jackie (Camille Coduri), tras manipular su teléfono móvil para que pueda funcionar a través de la distancia del tiempo. Esto sin embargo sólo consigue deprimir a Rose todavía más.
Mientras tanto, los regalos que han traído los Adhesivos de la repetida Meme, pequeñas esferas metálicas, se abren y arañas robóticas salen de su interior y comienzan a deshabilitar funciones de la Plataforma Uno. El encargado reconoce que algo va mal, pero es asesinado cuando las arañas provocan que el filtro solar de su habitación se retire, exponiéndole directamente a la poderosa radiación solar. El Doctor va a investigar con la ayuda de Jabe (Yasmin Bannerman), una planta humanoide del Bosque de Cheem, y descubre la muerte del encargado y las arañas. Rose intenta saber más de Lady Cassandra, pero solo consigue enfadarse más por su arrogancia y se marcha, sólo para que los Adhesivos de Meme la dejen inconsciente de un puñetazo. Despierta en una sala de observación, con los escudos solares bajando lentamente, y llama al Doctor para que la salve. El Doctor logra detener y volver a subir los escudos, pero no puede abrir la puerta de la sala, así que se dirige a los invitados.
El Doctor utiliza una araña que capturó para averiguar que aunque los Adhesivos de Meme las liberaron, sólo son caparazones vacíos, y que quien los controla en realidad es Lady Cassandra. Ella lo reconoce, así como que estaba planeando usar la situación para crear una crisis con rehenes para que le pagaran dinero para sus repetidas operaciones, pero ahora planea simplemente abandonar a los invitados a morir y simplemente beneficiarse de la subida en bolsa de sus competidores cuando estén muertos. Cassandra se teletransporta a su nave y las arañas desactivan los escudos y los satélites de gravedad. La radiación directa hace que los filtros solares comiencen a quebrarse, matando a algunos de los invitados por la intensa radiación solar y con Rose intentando ponerse a cubierto en la sala de observación. El Doctor y Jabe se dirigen a las bóvedas de la Plataforma Uno, donde está el sistema para restaurar los escudos automáticos, aunque requiere que uno de ellos pase a través de varias hélices girando a toda velocidad. Jabe reconoce al Doctor como el último Señor del Tiempo tras la Guerra del Tiempo y se sacrifica, sujetando una palanca que ralentizara las hélices, permitiendo al Doctor reactivar el sistema justo antes de que el sol en expansión llegue hasta la estación y destruya la Tierra. Jabe muere carbonizada por el intenso calor que surge a través de la palanca que estaba sujetando.
El Doctor regresa con los invitados que quedan y Rose, ya libre de la sala de observación, y utiliza un dispositivo para traer a Cassandra de vuelta a la estación. Con la elevada temperatura y sin hidratación, Cassandra comienza a secarse y cuartearse. Aunque le pide piedad al Doctor, este se niega a escucharla, y en poco tiempo Cassandra estalla. Rose se da cuenta de que con todo lo que ha pasado, nadie ha visto la destrucción de la Tierra. Devolviendo a Rose al presente, el Doctor le explica que su propio planeta, Gallifrey, fue destruido en una gran guerra, que él es el último Señor del Tiempo, y que la gente tiende a olvidarse de que las cosas no duran eternamente. Rose simpatiza con el Doctor y se van a comer unas patatas fritas en una soleada tarde londinense.

### Continuidad
El Doctor explica que el campo telepático de la TARDIS es lo que le da a Rose la habilidad de entender y ser entendida por los alienígenas. Este concepto se presentó por primera vez en el serial del Cuarto Doctor The Masque of Mandragora (1976), descrito por el Doctor como un "don de los Señores del Tiempo" que comparte con sus acompañantes. En Los ángeles toman Manhattan, River Song indica que esta habilidad perdura en la mente aunque la gente haya salido de la TARDIS y no esté cerca de ella.
El concepto de un dispositivo de comunicación mejorado por el Doctor apareció por primera vez en The Three Doctors (1972-1973), donde el Segundo Doctor modifica el radioteléfono del Brigadier Lethbridge-Stewart para permitirle contactar con sus hombres a través de las interferencias generadas por la antimateria. El Doctor también le da al Brigadier un "telégrafo espacio-temporal" que usa para llamarle para que le ayude con los eventos de Terror of the Zygons (1975).
Esta fue la cuarta vez en la serie que el Sol quemó la Tierra. Las otras ocasiones fueron en el siglo XXX en The Ark in Space (1975), en el año dos millones en el futuro en The Mysterious Planet (1986), y en el año diez millones en The Ark (1966).
Se anuncia que el Rostro de Boe viene de la Devastación Plateada, que es de donde el profesor Yana revela que viene en el episodio Utopía (2007).

## Producción
Gran parte de los interiores de la Plataforma Uno se rodaron en el Templo de la Paz en Cardiff, Gales, en octubre de 2004. También se construyeron escenarios pintados para que hicieran juego con los interiores de mármol del Templo. En el episodio correspondiente de Doctor Who Confidential, Russell T Davies bromeando dijo que no volvería a haber un episodio tan caro como ese (por la gran cantidad de efectos especiales por CGI). Tanto Cassandra como las arañas robóticas (salvo la desactivada) estaban completamente generadas por CGI. El documental también revela que hay 203 escenas de efectos especiales, comparadas con las "en torno a 100" de la película Gladiator. Davies dijo que para el personaje de Cassandra se inspiró en los tratamientos drásticos de belleza que se hacían las famosas. Hasta La boda de River Song (2011), ningún otro episodio de Doctor Who tuvo tantas escenas de efectos especiales.
El "iPod" (una jukebox Wurlitzer) que Cassandra muestra reproduce Tainted Love de Soft Cell, y después Toxic de Britney Spears. Toxic en realidad nunca se publicó en vinilo de 45rpm. El equipo de producción fabricó un sencillo de 7 de pega para usarlo en este episodio.
El escaneo del Doctor por parte de Jabe muestra una animación de traducción genética (creada por Drew Berry), un proceso donde una molécula de proteína se sintetiza de acuerdo al código genético del ADN del sujeto. El escáner muestra que el Doctor tiene nueve muestras diferentes de ADN, una por cada encarnación.